# Basketball-Südamerikameisterschaft der Damen 2006
Die Basketball-Südamerikameisterschaft der Damen 2006, die dreißigste Basketball-Südamerikameisterschaft der Damen, fand zwischen dem 1. und 5. August 2006 in Asunción (Paraguay) statt, das zum dritten Mal die Meisterschaft ausrichtete. Gewinner war die Mannschaft Brasiliens, die ungeschlagen zum einundzwanzigsten Mal, zum elften Mal in Folge, die Südamerikameisterschaft der Damen erringen konnte.

## Teilnehmende Mannschaften
Argentinien
| Position | #  | Name                            | Größe (m) | Geburtsdatum |
| -------- | -- | ------------------------------- | --------- | ------------ |
| G        | 4  | Laura Betiana Nicolini          | 1,75      | 14.08.1975   |
| SG       | 5  | Veronica Soberon                | 1,78      | 14.04.1977   |
|          | 6  | Cecilia Alejandra Peters        |           | 20.02.1986   |
| G        | 7  | Natalia Rios                    | 1,76      | 19.10.1980   |
| G        | 8  | Sandra Pavon                    | 1,79      | 01.06.1985   |
| C        | 9  | Alejandra Chesta                | 1,86      | 19.03.1982   |
| SF       | 10 | Paula Gatti                     | 1,72      | 01.09.1978   |
| PG       | 11 | Marcela Paoletta                | 1,69      | 18.01.1979   |
| C        | 12 | Maria Alejandra Fernandez       | 1,86      | 25.01.1976   |
| C        | 13 | Maria Gimena Landra             | 1,88      | 27.09.1983   |
| C        | 14 | Erica Carolina Sanchez Iragorre | 1,82      | 05.01.1976   |
| C        | 15 | Gisela Veronica Vega            | 1,85      | 14.03.1982   |

 Bolivien

| Position | #  | Name                             | Größe (m) | Geburtsdatum |
| -------- | -- | -------------------------------- | --------- | ------------ |
|          | 4  | Paola Andrea Marquez Aparicio    |           | 14.09.1988   |
|          | 5  | Yvonne Zoraya Peña Maraz         |           | 12.03.1980   |
|          | 6  | Yuvinka Edith Medrano Machicado  |           | 12.08.1981   |
|          | 7  | Laura Karen Florida Lopez        |           | 22.12.1982   |
|          | 8  | Paola Zarate Hurtado             |           | 09.12.1984   |
|          | 9  | Griselda Crespo Urzagaste        |           | 13.11.1980   |
|          | 10 | Jenny Vaca Paz                   |           | 25.07.1981   |
|          | 11 | Karola Berrocal Justiniano       |           | 07.10.1988   |
|          | 12 | Maria Cecilia Beltran Vargas     |           | 22.11.1985   |
|          | 13 | Esther Galit Pacheco Gandarillas |           | 10.10.1981   |
|          | 14 | Silvana Yesica Tejeda Vargas     |           | 28.06.1981   |
|          | 15 | Noelia Dorado                    |           | 30.10.1986   |

 Brasilien

| Position | #  | Name                            | Größe (m) | Geburtsdatum |
| -------- | -- | ------------------------------- | --------- | ------------ |
| F        | 4  | Palmira Marcal                  | 1,74      | 20.05.1984   |
| F/G      | 5  | Helen Luz                       | 1,76      | 23.11.1972   |
| F        | 6  | Lilian Cristina Lopes Gonçalves | 1,86      | 25.04.1979   |
| SF       | 7  | Micaela Jacintho                | 1,82      | 12.06.1979   |
| F        | 8  | Karen Gustavo                   | 1,83      | 04.03.1984   |
|          | 9  | Tayara Maria De Jesus Pesenti   |           | 26.06.1982   |
| G        | 10 | Vivian Cristina Lopes           | 1,74      | 07.01.1976   |
|          | 11 | Soeli Garvao Zakrzeski          | 1,87      | 12.11.1977   |
| C        | 12 | Érika de Souza                  | 1,96      | 09.03.1982   |
| F        | 13 | Silvia Cristina Gustavo Rocha   | 1,82      | 14.05.1982   |
| C        | 14 | Cintia Silva Dos Santos         | 1,93      | 31.01.1975   |
| C        | 15 | Kelly Santos                    | 1,92      | 10.11.1979   |

 Chile

| Position | #  | Name                              | Größe (m) | Geburtsdatum |
| -------- | -- | --------------------------------- | --------- | ------------ |
|          | 4  | Venecia Castañeda Serrano         |           | 12.02.1984   |
|          | 5  | Maria Valenzuela Ortiz            |           | 13.06.1980   |
|          | 6  | Mary Paz Cerda                    |           | 25.01.1980   |
| G        | 7  | Paula Franco                      | 1,70      | 26.12.1980   |
|          | 8  | Veronica Dellarrosa Ponce Aravena |           | 11.08.1980   |
| PG       | 9  | Javiera Novion                    | 1,70      | 14.05.1987   |
| SG       | 10 | Valentina Aragonese               | 1,68      | 30.01.1979   |
| C        | 11 | Paola Lorena Naranjo Postigo      | 1,83      | 19.01.1978   |
| C        | 12 | Tatiana Gomez                     | 1,90      | 31.12.1981   |
|          | 13 | Carolina Guerrero Sierra          |           | 23.12.1974   |
|          | 14 | Pamela Gutierrez Gonzalez         |           | 26.05.1974   |
| C        | 15 | Ziomara Esket Morrison Jara       | 1,95      | 15.02.1989   |

 Kolumbien

| Position | #  | Name                             | Größe (m) | Geburtsdatum |
| -------- | -- | -------------------------------- | --------- | ------------ |
|          | 4  | Glency Yasira Mosquera Martinez  |           | 02.07.1978   |
| PG       | 5  | Erika Yaneth Valek               | 1,68      | 09.04.1982   |
|          | 6  | Yenny Marcela Pinilla Garcia     |           | 26.10.1973   |
| C        | 7  | Narlyn Tathiana Mosquera Cordoba | 1,97      | 25.12.1989   |
|          | 8  | Leydis del Carmen Rico           |           | 27.03.1984   |
|          | 9  | Liliana Cabezas Cortes           |           | 25.10.1973   |
|          | 10 | Laura Marcela Estrada Lopez      |           | 30.07.1983   |
| PF       | 11 | Yaneth Maria Arias Acosta        | 1,88      | 14.10.1982   |
| SF       | 12 | Heissy Robledo                   | 1,80      | 08.04.1984   |
| C        | 13 | Levys Torres                     | 1,95      | 06.04.1978   |
| SF       | 14 | Angie Avendaño                   | 1,78      | 04.01.1983   |
|          | 15 | Elena Maria Diaz Lopez           |           | 18.04.1983   |

 Paraguay

| Position | #  | Name                           | Größe (m) | Geburtsdatum |
| -------- | -- | ------------------------------ | --------- | ------------ |
| C        | 4  | Ilda Carina Peña Valdez        | 1,89      | 09.01.1984   |
| G        | 5  | Paola Andrea Ferrari Calabro   | 1,78      | 16.09.1985   |
|          | 6  | Marlene Rocio Riquelme Oviedo  |           | 23.10.1986   |
| SF       | 7  | Tamara Isabel Insfran Gonzalez | 1,76      | 26.07.1981   |
| G        | 8  | Johanna Ghiringhelli Perez     | 1,67      | 02.01.1986   |
| F        | 9  | Vivian Rosana Aponte Lopez     | 1,74      | 09.10.1982   |
|          | 10 | Josefina Gorostriaga Saguier   |           | 11.06.1974   |
|          | 11 | Maria de la Paz Barrail Halley |           | 04.01.1980   |
| PG       | 12 | Melina Perez                   | 1,65      | 26.01.1989   |
| PG       | 13 | Maria Jazmin Mercado Bordon    | 1,65      | 26.10.1989   |
|          | 14 | Leila Karina Molas Montalbetti |           | 06.06.1988   |
|          | 15 | Veronica Tovar Amadeo          |           | 23.08.1980   |

 Peru
| Position | #  | Name                                | Größe (m) | Geburtsdatum |
| -------- | -- | ----------------------------------- | --------- | ------------ |
|          | 4  | Karina Figueroa Leon                |           | 18.12.1986   |
|          | 5  | Rosa Valdivieso Quelopana           |           | 12.11.1982   |
|          | 6  | Adriana Zubiate Flores              |           | 11.03.1982   |
| PF       | 7  | Daniela Lourdes Scamarone Martijena | 1,77      | 07.01.1989   |
| PG       | 8  | Maria Lucia Villanueva Scheuch      | 1,70      | 14.10.1982   |
|          | 9  | Kelly Garrido Vazquez               |           | 13.03.1980   |
|          | 10 | Mariela Garcia Sencebe              |           | 24.05.1989   |
|          | 11 | Alejandra Jimenez Martinez          |           | 05.04.1988   |
| PG       | 12 | Fiorella Debenedetti Lujan          | 1,73      | 23.07.1986   |
|          | 13 | Maria del P. Sueyras Valverde       |           | 21.09.1960   |
| PF       | 14 | Maria Paula Ayala Stumptner         | 1,79      | 10.05.1981   |
|          | 15 | Elvira Pino Bocangel                |           | 07.08.1971   |

 Venezuela
| Position | #  | Name                              | Größe (m) | Geburtsdatum |
| -------- | -- | --------------------------------- | --------- | ------------ |
|          | 4  | Fanny Yelitza Diaz Ascanio        |           | 04.01.1982   |
|          | 6  | Adalinda Espinoza                 |           | 10.03.1965   |
| F        | 7  | Cleyder Oderlin Blanco Pinango    | 1,83      | 12.01.1990   |
| PF       | 8  | Ivaney Marquez                    | 1,79      | 17.03.1983   |
|          | 10 | Katherine Monasterio              |           | 21.06.1984   |
|          | 11 | Janeth Castillo                   |           | 03.03.1970   |
|          | 12 | Jesy Castillo                     |           | 19.09.1982   |
| F        | 13 | Jofranny Anakarelis Guerra Guzman | 1,71      | 06.07.1988   |
| G/F      | 14 | Ofelia Maria Villarroel Caraballo | 1,78      | 03.12.1978   |
|          | 15 | Veronica Hernandez                |           | 25.03.1988   |

## Modus
In der Vorrunde spielten je vier Mannschaften in zwei Gruppen (Gruppe A und B) gegeneinander. Die Gruppenersten und -zweiten zogen ins Halbfinale ein, wobei die Gruppenersten gegen die Gruppenzweiten der jeweils anderen Gruppe im KO-Modus antraten. Die Sieger des Halbfinales spielten im Finale den Basketball-Südamerikameister der Damen 2006 aus, wohingegen die unterlegenen Mannschaften in das Spiel um Platz drei einzogen.

## Ergebnisse

### Vorrunde
Gruppe A
| Platzierung | Mannschaft | Punkte | G | V | Körbe   | Diff |
| ----------- | ---------- | ------ | - | - | ------- | ---- |
| 1           | Brasilien  | 6      | 3 | 0 | 331:125 | +206 |
| 2           | Chile      | 5      | 2 | 1 | 228:249 | −21  |
| 3           | Venezuela  | 4      | 1 | 2 | 211:273 | −62  |
| 4           | Peru       | 3      | 0 | 3 | 158:281 | −123 |

| 1. August | Report | Brasilien                                                      | 104 – 38 | Peru                                                                                  |  |
| 1. August | Report | Punkte pro Viertel: 35 : 5, 25 : 3, 22 : 16, 22 : 14           |          |                                                                                       |  |
| 1. August | Report | Punkte: E. Souza 18 Rebounds: E. Souza 17 Assists: S. Garvao 5 |          | Punkte: M. Villanueva 11 Rebounds: M. Villanueva 5 Assists: K. Figueroa, K. Garrido 1 |  |
| 1. August | Report |                                                                |          |                                                                                       |  |

| 1. August | Report | Venezuela                                                                | 85 – 90 | Chile                                                                    |  |
| 1. August | Report | Punkte pro Viertel: 15 : 28, 20 : 19, 18 : 28, 32 : 15                   |         |                                                                          |  |
| 1. August | Report | Punkte: J. Castillo 25 Rebounds: J. Castillo 14 Assists: K. Monasterio 4 |         | Punkte: V. Aragonese 22 Rebounds: Z. Morrison 12 Assists: V. Castañeda 6 |  |
| 1. August | Report |                                                                          |         |                                                                          |  |

| 2. August | Report | Brasilien                                                    | 112 – 47 | Chile                                                                 |  |
| 2. August | Report | Punkte pro Viertel: 30 : 17, 30 : 8, 24 : 10, 28 : 12        |          |                                                                       |  |
| 2. August | Report | Punkte: K. Santos 20 Rebounds: E. Souza 10 Assists: H. Luz 8 |          | Punkte: V. Aragonese 11 Rebounds: P. Gutierrez 6 Assists: J. Novion 3 |  |
| 2. August | Report |                                                              |          |                                                                       |  |

| 2. August | Report | Venezuela                                                                              | 86 – 68 | Peru                                                                       |  |
| 2. August | Report | Punkte pro Viertel: 18 : 14, 30 : 18, 20 : 19, 18 : 17                                 |         |                                                                            |  |
| 2. August | Report | Punkte: O. Villarroel 24 Rebounds: A. Espinoza 10 Assists: I. Marquez, K. Monasterio 4 |         | Punkte: M. Villanueva 21 Rebounds: M. Villanueva 12 Assists: K. Figueroa 4 |  |
| 2. August | Report |                                                                                        |         |                                                                            |  |

| 3. August | Report | Venezuela                                                           | 40 – 115 | Brasilien                                                                     | Zuschauer: 1.000 |
| 3. August | Report | Punkte pro Viertel: 14 : 32, 11 : 26, 11 : 34, 4 : 23               |          |                                                                               | Zuschauer: 1.000 |
| 3. August | Report | Punkte: O. Villarroel 11 Rebounds: J. Castillo 5 Assists: F. Diaz 2 |          | Punkte: E. Souza 34 Rebounds: E. Souza 10 Assists: M. Jacintho, T. de Jesus 3 | Zuschauer: 1.000 |
| 3. August | Report |                                                                     |          |                                                                               | Zuschauer: 1.000 |

| 3. August | Report | Chile                                                             | 91 – 52 | Peru                                                                                |  |
| 3. August | Report | Punkte pro Viertel: 21 : 13, 23 : 10, 18 : 16, 29 : 13            |         |                                                                                     |  |
| 3. August | Report | Punkte: P. Naranjo 23 Rebounds: P. Naranjo 11 Assists: V. Ponce 5 |         | Punkte: K. Figueroa 14 Rebounds: K. Figueroa, K. Garrido 7 Assists: M. Villanueva 3 |  |
| 3. August | Report |                                                                   |         |                                                                                     |  |

Gruppe B
| Platzierung | Mannschaft  | Punkte | G | V | Körbe   | Diff |
| ----------- | ----------- | ------ | - | - | ------- | ---- |
| 1           | Argentinien | 6      | 3 | 0 | 272:169 | +103 |
| 2           | Kolumbien   | 5      | 2 | 1 | 226:212 | +14  |
| 3           | Paraguay    | 4      | 1 | 2 | 221:215 | +6   |
| 4           | Bolivien    | 3      | 0 | 3 | 144:267 | −123 |

| 1. August | Report | Kolumbien                                                                         | 69 – 78 | Argentinien                                                               |  |
| 1. August | Report | Punkte pro Viertel: 21 : 25, 12 : 12, 12 : 28, 24 : 13                            |         |                                                                           |  |
| 1. August | Report | Punkte: Y. Arias 18 Rebounds: Y. Arias, H. Robledo 7 Assists: drei Spielerinnen 3 |         | Punkte: V. Soberon 22 Rebounds: E. Sanchez 7 Assists: N. Rios, S. Pavon 2 |  |
| 1. August | Report |                                                                                   |         |                                                                           |  |

| 1. August | Report | Paraguay                                                                | 86 – 45 | Bolivien                                                            | Zuschauer: 1.000 |
| 1. August | Report | Punkte pro Viertel: 26 : 10, 18 : 11, 13 : 16, 29 : 8                   |         |                                                                     | Zuschauer: 1.000 |
| 1. August | Report | Punkte: P. Ferrari 34 Rebounds: M. Barrail 9 Assists: J. Ghiringhelli 6 |         | Punkte: Y. Medrano 22 Rebounds: E. Pacheco 12 Assists: E. Pacheco 2 | Zuschauer: 1.000 |
| 1. August | Report |                                                                         |         |                                                                     | Zuschauer: 1.000 |

| 2. August | Report | Argentinien                                                               | 105 – 38 | Bolivien                                                                   |  |
| 2. August | Report | Punkte pro Viertel: 26 : 6, 22 : 14, 29 : 11, 28 : 7                      |          |                                                                            |  |
| 2. August | Report | Punkte: N. Rios, C. Peters 14 Rebounds: C. Peters 13 Assists: C. Peters 6 |          | Punkte: P. Zarate 10 Rebounds: E. Pacheco 10 Assists: sechs Spielerinnen 1 |  |
| 2. August | Report |                                                                           |          |                                                                            |  |

| 2. August | Report | Paraguay                                                                | 73 – 81 | Kolumbien                                                       | Zuschauer: 3.000 |
| 2. August | Report | Punkte pro Viertel: 20 : 25, 14 : 26, 27 : 16, 12 : 14                  |         |                                                                 | Zuschauer: 3.000 |
| 2. August | Report | Punkte: P. Ferrari 25 Rebounds: P. Ferrari 7 Assists: J. Ghiringhelli 6 |         | Punkte: Y. Arias 28 Rebounds: Y. Arias 18 Assists: L. Cabezas 4 | Zuschauer: 3.000 |
| 2. August | Report |                                                                         |         |                                                                 | Zuschauer: 3.000 |

| 3. August | Report | Kolumbien                                                         | 76 – 61 | Bolivien                                                               |  |
| 3. August | Report | Punkte pro Viertel: 14 : 17, 23 : 15, 24 : 16, 15 : 13            |         |                                                                        |  |
| 3. August | Report | Punkte: Y. Pinilla 24 Rebounds: Y. Arias 13 Assists: L. Estrada 4 |         | Punkte: J. Vaca 14 Rebounds: P. Marquez 8 Assists: vier Spielerinnen 2 |  |
| 3. August | Report |                                                                   |         |                                                                        |  |

| 3. August | Report | Paraguay                                                            | 62 – 89 | Argentinien                                                 | Zuschauer: 2.000 |
| 3. August | Report | Punkte pro Viertel: 8 : 23, 19 : 23, 23 : 24, 12 : 19               |         |                                                             | Zuschauer: 2.000 |
| 3. August | Report | Punkte: P. Ferrari 28 Rebounds: P. Ferrari 11 Assists: P. Ferrari 3 |         | Punkte: N. Rios 19 Rebounds: G. Vega 12 Assists: S. Pavon 4 | Zuschauer: 2.000 |
| 3. August | Report |                                                                     |         |                                                             | Zuschauer: 2.000 |

### Halbfinale
| Halbfinale 4. August 2006 | Halbfinale 4. August 2006 | Halbfinale 4. August 2006 |                     |           | Finale 5. August 2006 | Finale 5. August 2006 | Finale 5. August 2006 |
|                           |                           |                           |                     |           |                       |                       |                       |
| A1                        | Brasilien                 | 84                        |                     |           |                       |                       |                       |
| B2                        | Kolumbien                 | 41                        |                     |           | Finale                | Finale                | Finale                |
|                           |                           |                           | A1                  | Brasilien | 91                    |                       |                       |
|                           |                           |                           |                     | B1        | Argentinien           | 62                    |                       |
| B1                        | Argentinien               | 88                        |                     |           |                       |                       |                       |
| A2                        | Chile                     | 67                        |                     |           |                       |                       |                       |
|                           |                           |                           | Spiel um Platz drei |           |                       |                       |                       |
|                           |                           |                           | B2                  | Kolumbien | 89                    |                       |                       |
| A2                        | Chile                     | 82                        |                     |           |                       |                       |                       |
|                           |                           |                           |                     |           |                       |                       |                       |

| 4. August | Report | Brasilien                                                           | 84 – 41 | Kolumbien                                                           |  |
| 4. August | Report | Punkte pro Viertel: 16 : 8, 25 : 11, 20 : 12, 23 : 10               |         |                                                                     |  |
| 4. August | Report | Punkte: E. Souza, H. Luz 16 Rebounds: C. Silva 11 Assists: H. Luz 9 |         | Punkte: E. Diaz 10 Rebounds: E. Diaz 5 Assists: vier Spielerinnen 1 |  |
| 4. August | Report |                                                                     |         |                                                                     |  |

| 4. August | Report | Argentinien                                                    | 88 – 67 | Chile                                                                |  |
| 4. August | Report | Punkte pro Viertel: 27 : 14, 23 : 12, 13 : 22, 25 : 19         |         |                                                                      |  |
| 4. August | Report | Punkte: G. Vega 23 Rebounds: G. Vega 12 Assists: L. Nicolini 5 |         | Punkte: T. Gomez 16 Rebounds: Z. Morrison 11 Assists: V. Aragonese 5 |  |
| 4. August | Report |                                                                |         |                                                                      |  |

### Spiel um Platz drei
| 5. August | Report | Kolumbien                                                     | 89 – 82 | Chile                                                          |  |
| 5. August | Report | Punkte pro Viertel: 19 : 24, 27 : 17, 16 : 17, 27 : 24        |         |                                                                |  |
| 5. August | Report | Punkte: Y. Arias 27 Rebounds: Y. Arias 13 Assists: E. Valek 9 |         | Punkte: T. Gomez 34 Rebounds: T. Gomez 17 Assists: P. Franco 4 |  |
| 5. August | Report |                                                               |         |                                                                |  |

### Finale
| 5. August | Report | Brasilien                                                    | 91 – 62 | Argentinien                                                                   | Zuschauer: 1.000 |
| 5. August | Report | Punkte pro Viertel: 21 : 24, 14 : 13, 28 : 21, 28 : 4        |         |                                                                               | Zuschauer: 1.000 |
| 5. August | Report | Punkte: H. Luz 18 Rebounds: E. Souza 13 Assists: S. Garvao 4 |         | Punkte: drei Spielerinnen 12 Rebounds: G. Vega 5 Assists: drei Spielerinnen 2 | Zuschauer: 1.000 |
| 5. August | Report |                                                              |         |                                                                               | Zuschauer: 1.000 |

| Brasilien                      |
| Meister Brasilien              |
| Einundzwanzigste Meisterschaft |

## Individuelle Statistiken

### Punkte
| Gesamt | Gesamt              | Gesamt | pro Spiel | pro Spiel         | pro Spiel    |
| Platz  | Name                | Anzahl | Platz     | Name              | Durchschnitt |
| ------ | ------------------- | ------ | --------- | ----------------- | ------------ |
| 1      | Erika Souza         | 98     | 1         | Paola Ferrari     | 29,0         |
| 2      | Yaneth Arias        | 94     | 2         | Yaneth Arias      | 23,5         |
| 3      | Paola Ferrari       | 87     | 3         | Erika Souza       | 19,6         |
| 4      | Tatiana Gomez       | 77     | 4         | Ofelia Villarroel | 19,0         |
| 5      | Valentina Aragonese | 75     | 5         | Janeth Castillo   | 17,0         |

### Rebounds
| Gesamt | Gesamt           | Gesamt | pro Spiel | pro Spiel       | pro Spiel    |
| Platz  | Name             | Anzahl | Platz     | Name            | Durchschnitt |
| ------ | ---------------- | ------ | --------- | --------------- | ------------ |
| 1      | Erika Souza      | 60     | 1         | Yaneth Arias    | 12,8         |
| 2      | Yaneth Arias     | 51     | 2         | Erika Souza     | 12,0         |
| 3      | Kelly Santos     | 43     | 3         | Esther Pacheco  | 9,0          |
| 4      | Ziomara Morrison | 42     | 4         | Janeth Castillo | 8,7          |
| 5      | Gisela Vega      | 39     |           | Paola Ferrari   | 8,7          |

### Assists
| Gesamt | Gesamt               | Gesamt | pro Spiel | pro Spiel            | pro Spiel    |
| Platz  | Name                 | Anzahl | Platz     | Name                 | Durchschnitt |
| ------ | -------------------- | ------ | --------- | -------------------- | ------------ |
| 1      | Helen Luz            | 23     | 1         | Helen Luz            | 4,6          |
| 2      | Micaela Jacintho     | 20     | 2         | Johanna Ghiringhelli | 4,3          |
| 3      | Valentina Aragonese  | 17     | 3         | Micaela Jacintho     | 4,0          |
|        | Soeli Garvao         | 17     |           | Paola Ferrari        | 4,0          |
| 4      | Johanna Ghiringhelli | 13     | 4         | Valentina Aragonese  | 3,4          |

### Steals
| Gesamt | Gesamt           | Gesamt | pro Spiel | pro Spiel            | pro Spiel    |
| Platz  | Name             | Anzahl | Platz     | Name                 | Durchschnitt |
| ------ | ---------------- | ------ | --------- | -------------------- | ------------ |
| 1      | Marcela Paoletta | 18     | 1         | Paola Ferrari        | 4,7          |
| 2      | Laura Estrada    | 15     | 2         | Marcela Paoletta     | 3,6          |
|        | Micaela Jacintho | 15     | 3         | Laura Estrada        | 3,0          |
| 3      | Paola Ferrari    | 14     |           | Micaela Jacintho     | 3,0          |
|        | Alejandra Chesta | 14     |           | Johanna Ghiringhelli | 3,0          |

### Blocks
| Gesamt | Gesamt           | Gesamt | pro Spiel | pro Spiel        | pro Spiel    |
| Platz  | Name             | Anzahl | Platz     | Name             | Durchschnitt |
| ------ | ---------------- | ------ | --------- | ---------------- | ------------ |
| 1      | Erika Souza      | 13     | 1         | Erika Souza      | 2,6          |
| 2      | Cintia Silva     | 8      | 2         | Ilda Peña        | 2,3          |
| 3      | Ilda Peña        | 7      | 3         | Cintia Silva     | 1,6          |
| 4      | Ziomara Morrison | 6      | 4         | Liliana Cabezas  | 1,2          |
|        | Paola Naranjo    | 6      |           | Ziomara Morrison | 1,2          |

## Abschlussplatzierung
| Rang | Mannschaft  |
| ---- | ----------- |
| 1    | Brasilien   |
| 2    | Argentinien |
| 3    | Kolumbien   |
| 4    | Chile       |
| 5    | Paraguay    |
| 6    | Venezuela   |
| 7    | Peru        |
| 8    | Bolivien    |

Die Platzierungen fünf bis acht wurden nicht separat ausgespielt und erfolgten hier anhand der erzielten Punkte und des Korbverhältnisses. Da letzteres bei den beiden letztplatzierten Mannschaften gleich war, gab hier die Anzahl der mehr erzielten Punkte den Ausschlag.